# Anse Etoile
Anse Etoile és un districte situat al nord de Mahé. Té una superfície de 5 km² i està habitat per 4.300 habitants, cosa que el converteix en el districte més poblat de totes les illes Seychelles. La seva economia és similar a la dels altres districtes. Pel que fa al clima, les pluges solen aparèixer durant l'estiu mentre que els hiverns són assolellats amb una temperatura mitjana anual de 21 °C.